# Kliptown
Kliptown est une localité en banlieue de l'ancien township noir de Soweto dans la province du Gauteng, en Afrique du Sud. Kliptown se trouve à environ 17 km au sud-ouest de Johannesbourg. Elle fait partie des plus anciens secteurs résidentiels de Soweto.

## Histoire
La fondation de Kliptown remonte à 1891 quand elle faisait partie de la ferme de Klipspruit. La ferme porte ce nom à cause du klipspruit (ruisseau caillouteux) qui coule à proximité. À partir de 1903, le secteur héberge plusieurs habitations informelles (habitations de fortune). Désormais, elle est un mélange de maisons bâties et de bidonvilles.
En juin 1955, Kliptown est le lieu d'un rassemblement sans précédent du Congrès du peuple organisé par le Congrès national africain, le Congrès indien sud-africain, le Congrès des Démocrates et le Coloured People's Congress. Ce congrès aboutit à la déclaration et à l'adoption de la Charte de la liberté, qui définit les objectifs et les aspirations chez les opposants à l'apartheid.
En 2005, le taux de chômage à Kliptown atteint 72%.

## Galerie médias

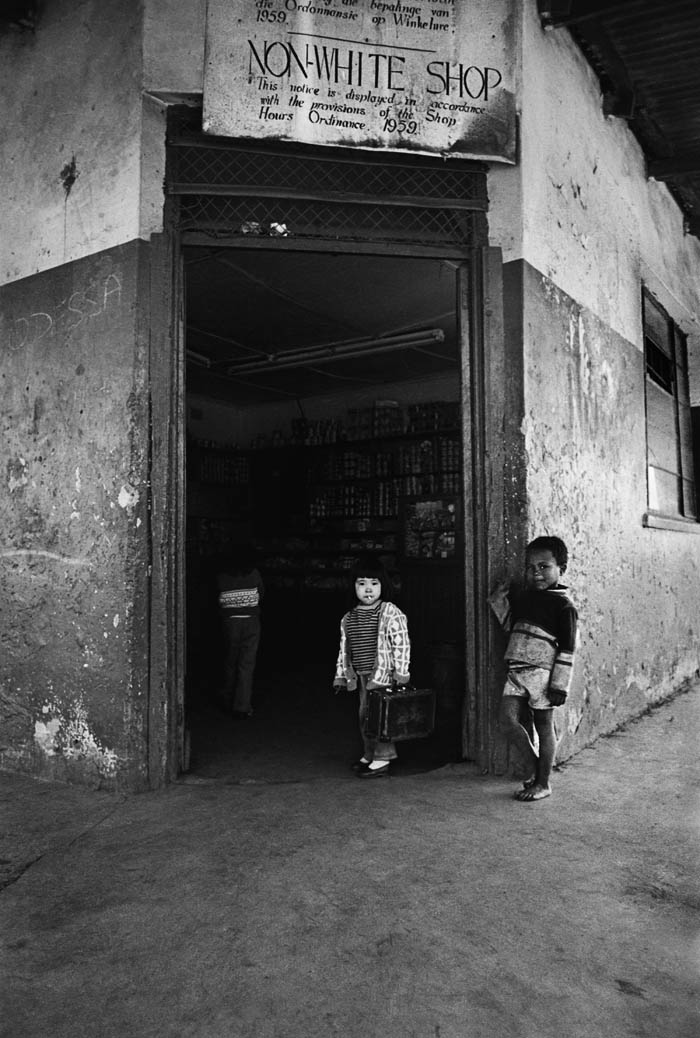
Un magasin à Kliptown en 1979.
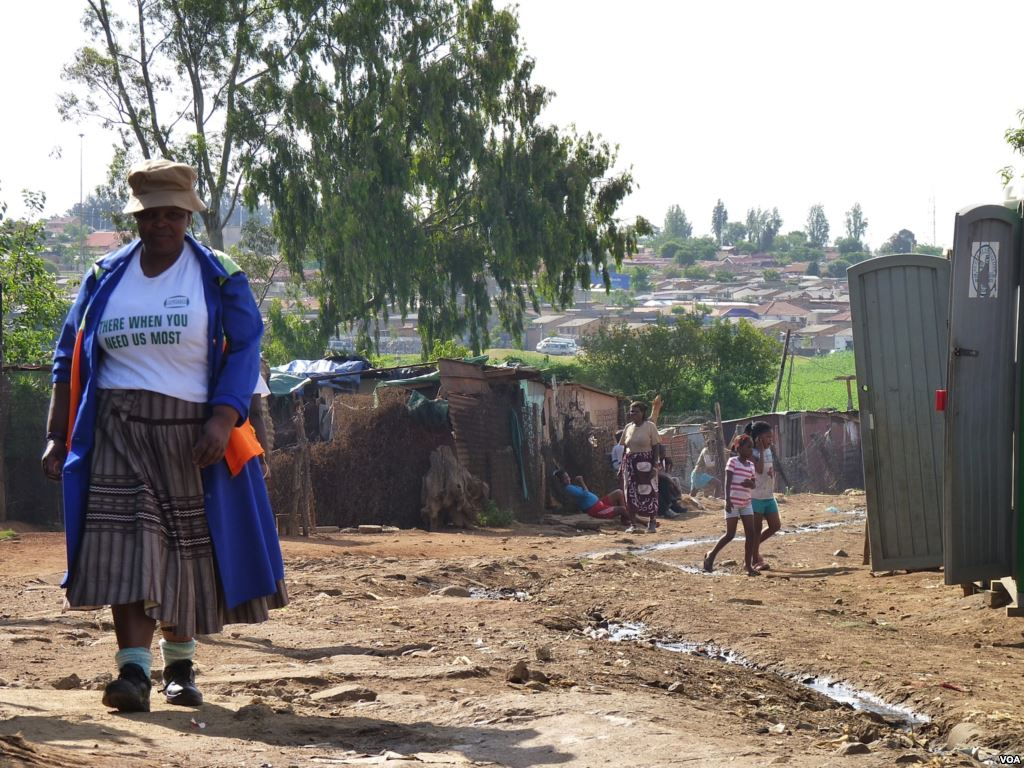
Kliptown en novembre 2012.
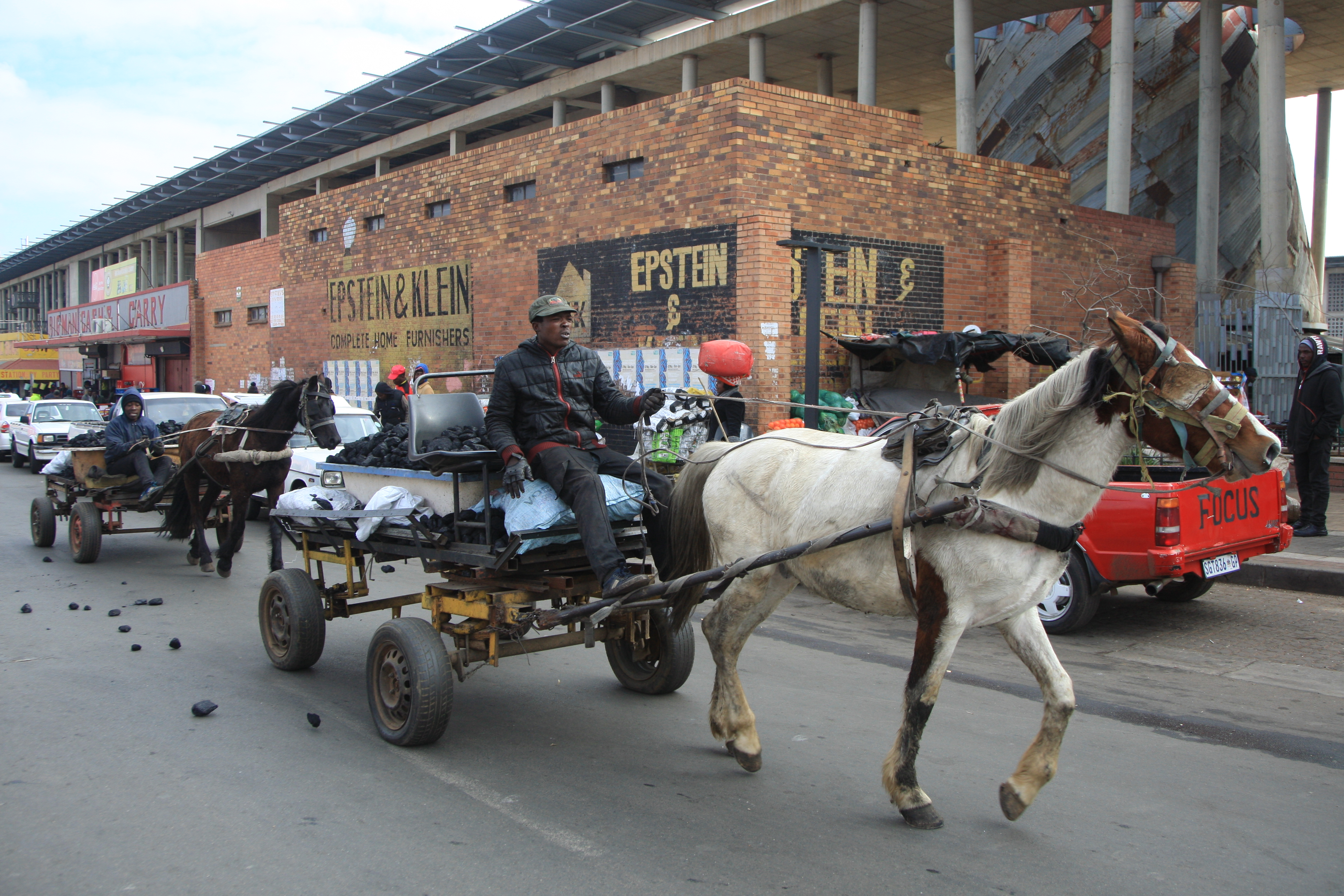
Cheval et carriole à Kilptown.